# クリス小澤
クリス 小澤（くりす おざわ、1984年3月7日 - ）は、日本のAV女優である。MUSE COMMUNICATION（ミューズコミュニケーション）所属。

## 人物・来歴
東京都出身。2007年にサンテレビのアナウンサーになる。長身にグラマラスなボディーが話題を呼び、2007年9月16日にマキシングからAVデビューする。
趣味は読書、旅行、ダンス、アコーディオン、特技は4ヶ国語が話せる（日本語・英語・中国語・フランス語）。

## 出演作品

### アダルトDVD
2007年
- 現役女子アナ（9月16日、マキシング）
- パイパン×SEXY & COLORS FUCKIN’STYLE（10月16日、マキシング）
- 激アクメ・GEKI（11月16日、マキシング）

2008年
- この3Pがスゴイ！（1月16日、マキシング）
- 現役アナウンサー夢のSEX共演SPECIAL（3月1日、ムーディーズ）
- このお掃除フェラがすごい！（4月16日、マキシング）
- 帰って来た現役アナウンサークリス小澤の実況絶叫マシンガンFUCK!（5月16日、マキシング）
- 中出し電波ジャック（6月16日、マキシング）
- クリス小澤 the BEST（10月16日、マキシング）
- このチ●ポがスゴイ！Great（10月16日、マキシング）

2009年
- 濃密愛液レズビアンBEST4時間（2月1日、ムーディーズ）
- セレブ留学生・残忍調教（2月20日、大洋図書）
- 美少女コレクターMAXING2008 8時間＆2枚組（3月16日、マキシング）
- パイパンDX 8時間（7月16日、マキシング）
- 本気（マジ）イキコレクション 8時間（9月16日、マキシング）
- 禁断のレズビアン4時間（11月1日、ムーディーズ）
- 淫乱アナウンサー（11月19日、乱丸）

2010年
- 逆3PBEST4時間（1月13日、ムーディーズ）
- あぶない遊戯（1月22日、大洋図書）
- ハイテンションGALアクメ8時間（5月16日、マキシング）
- 帰ってきた淫乱AV8時間（6月19日、乱丸）
- うごめく舌、吸いつく唇 イヤラし～いディープキス108連発！！（10月19日、乱丸）